# Schloss Ungerhausen

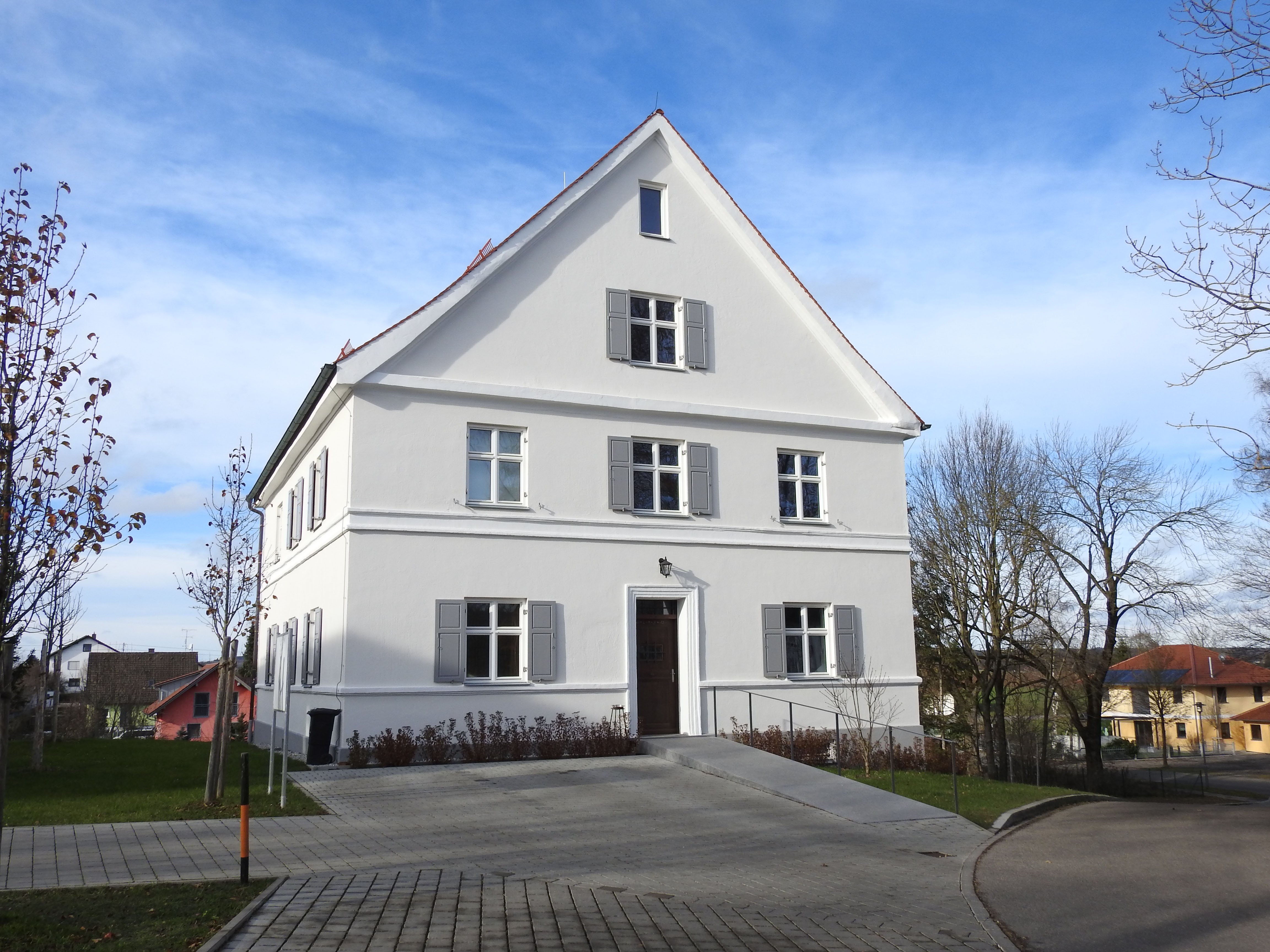
Pfarrhof, ehem. Schloss in Ungerhausen

Das ehemalige Schloss Ungerhausen wurde vermutlich im frühen 16. Jahrhundert durch die Memminger Patrizierfamilie Vöhlin errichtet.

## Lage
Es befindet sich in Ungerhausen im Landkreis Unterallgäu im bayerischen Regierungsbezirk Schwaben.

## Geschichte
Im Jahr 1594 ging es in den Besitz des Benediktinerklosters Ottobeuren über. Das Gebäude wurde 1612 und 1628 erneuert. Maurermeister Michael Thumb fertigte 1670 ein Gutachten über weitere notwendige Reparaturen an. Seit dem Jahr 1676 wird das Schloss als Pfarrhof genutzt.

## Beschreibung
Das Gebäude ist ein zweigeschossiger stattlicher Bau mit Satteldach, dessen Geschosse durch Gesimse geteilt sind. Das ehemalige Schloss bzw. der Pfarrhof steht unter Denkmalschutz. Das Gebäude wird jetzt als Pfarrheim genutzt. Es wurde 2016/17 durch die Pfarrei und die politische Gemeinde renoviert, da es jetzt gemeinsam genutzt wird.